# Ваубрюгге
Ваубрю́гге (нід. Woubrugge) — село у муніципалітеті Каг-ен-Брассем, у нідерландській провінції південна Голландія.

## Історія

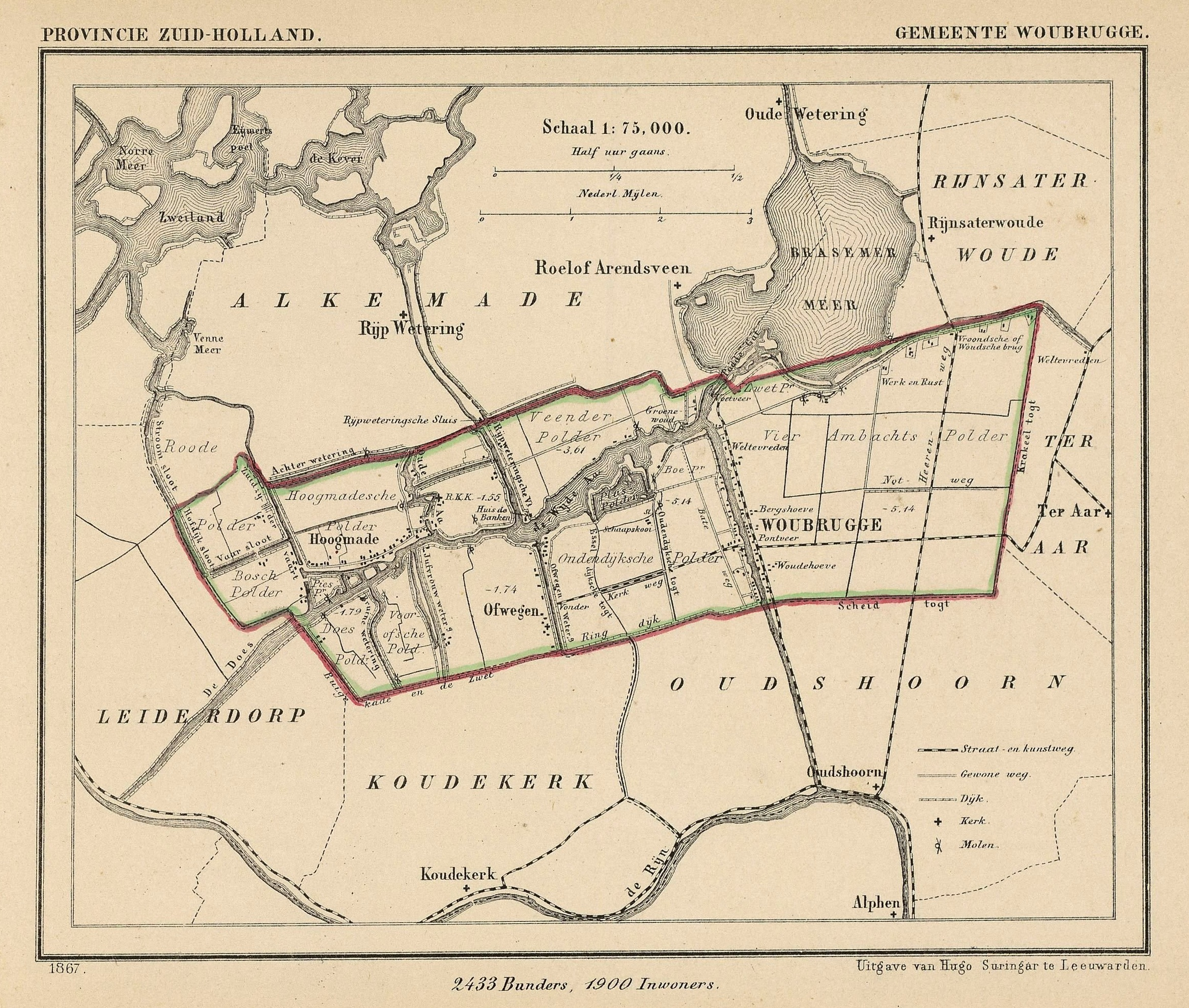
Мапа муніципалітету Ваубрюгге 1867 року

До початку XIX століття місцевість навколо сучасного Ваубрюгге була феодальним маєтком Есселейкервауде та Хеер-Якобсвауде (Esselijkerwoude en Heer-Jacobswoude), що належав родині ван дер Вауде. Її представник, Якоб ван дер Вауде заволодів цими землями близько 800 років тому і збудував замок Якобсвауде на схід від сучасного Ваубрюгге. Біля замку виникло поселення Якобсвауде, мешканці якого займалися тваринництвом і видобутком торфу. За кілька століть через торфовидобування землі навколо Якобсвауде заболотилися, і мешканці поступово почали переселятися в інші місця, зокрема, до невеликого поселення коло мосту через канал Ваудветерінг, зведеного близько 1505 року. Від цієї переправи походить і назва сучасного села Ваубрюгге.
Коли 1820 року уряд Нідерландів започаткував новий адміністративний поділ, Ваубрюгге став окремим муніципалітетом, межі якого повторювали межі колишнього маєтку. У 1855 році до муніципалітету Ваубрюгге приєдналося сусіднє село Хогмаде, і в такому складі муніципалітет існував 135 років, до 1 січня 1991 року, коли муніципалітети Ваубрюгге, Рейнсатервауде і Леймейден об'єдналися в один муніципалітет Якобсвауде. Ще через 18 років, 1 січня 2009 року Якобсвауде об'єднався з муніципалітетом Алкемаде в єдиний муніципалітет Каг-ен-Брассем.

## Розташування
Село Ваубрюгге розташоване на півдні муніципалітету, близько 10 км на схід від Лейдена та за 2 км на північ від Алфен-ан-ден-Рейна. Ваубрюгге лежить у польдері Аудендейк (Oudendijk), вздовж каналу Ваудветерінг (Woudwetering). На північний схід від села лежить польдер Фірамбахтспольдер (Vierambachtspolder), на південний схід — Зветпольдер (Zwetpolder).
У південній частині села розташований хутір Хеймансбюрт, а на схід від Ваубрюгге — хутір Офвеген, об'єднаний з Ваубрюгге в одну статистичну зону.

## Транспорт
На південь від села пролягає автошлях N446 на Хогмаде і Лейдердорп. Через Ваубрюгге проходять два міжміські автобусні маршрути:
- № 182 (в один бік — на Лейден, Лейдердорп, Хогмаде, в інший — на Тер-Ар, Арландервен і Алфен-ан-ден-Рейн)[3].
- № 183 (в один бік — на Лейден, Лейдердорп, Хогмаде, в інший — на Алфен-ан-ден-Рейн)[4].

## Видатні мешканці

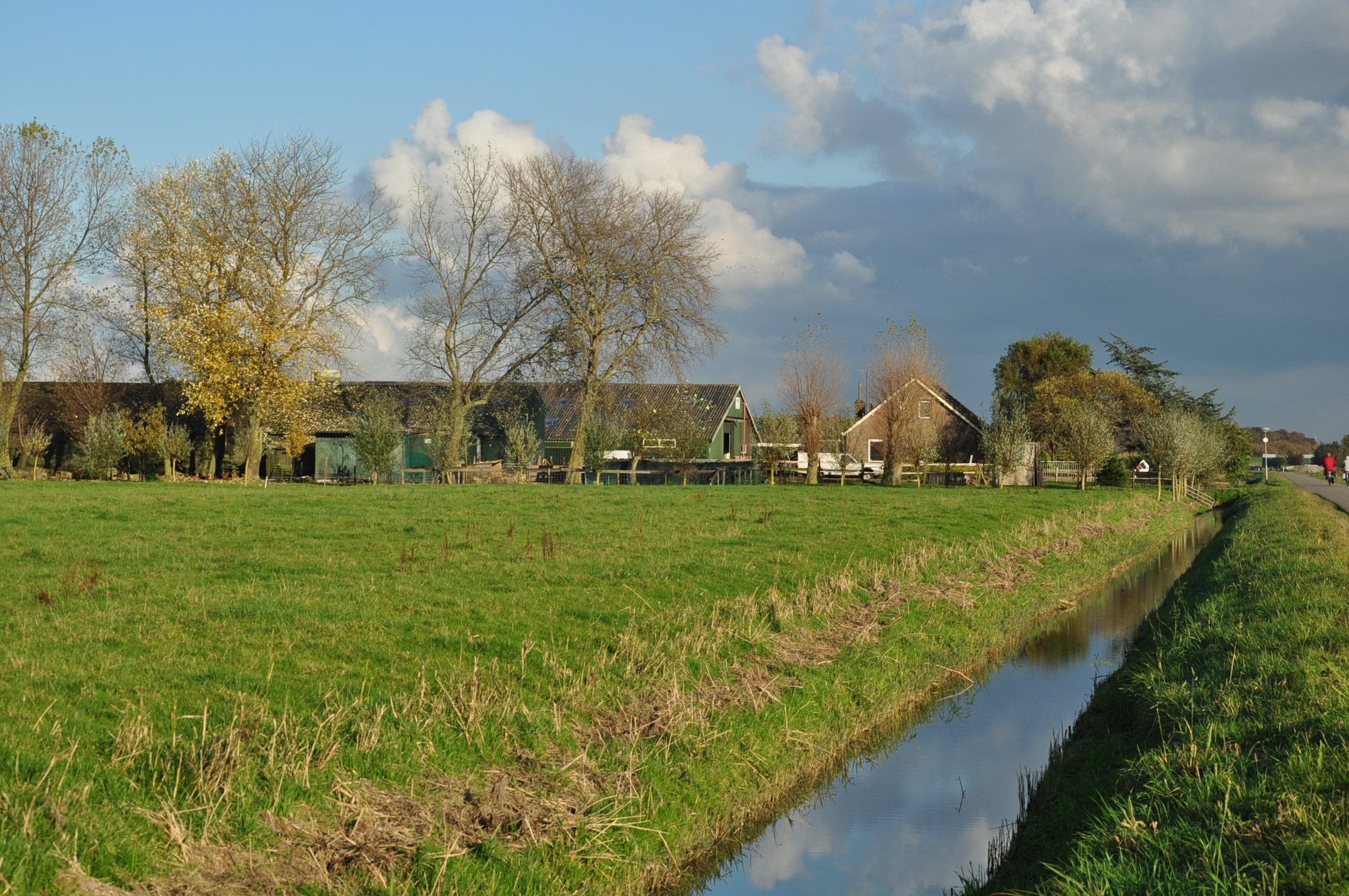
Зветпольдер біля Ваубрюгге

- Хенк Ангенент[en] — нідерландський ковзаняр, народився і мешкає у Ваубрюгге.
- Марго Бур — нідерландська ковзанярка, двічі бронзова призерка зимових Олімпійських ігор 2014 року. Народилася у Ваубрюгге.
- Лісбет Мау Асам[en] — нідерландська ковзанярка, мешкає у Ваубрюгге.

## Культура
Село Ваубрюгге популярне серед любителів водних видів спорту, зокрема, веслування, адже село сполучається водних шляхом з найголовнішими водоймами цієї місцевості — озерними системами Кагерплассен і Вестейндерплассен, озерами Брассемермер і Вейде-Аа. Крізь Ваубрюгге пролягають велосипедний маршрут навколо Брассемермера та маршрут для пішохідного туризму навколо озера Вейде-Аа.
У селі діє невеликий краєзнавчий музей Ван Хемессен.

## Пам'ятки

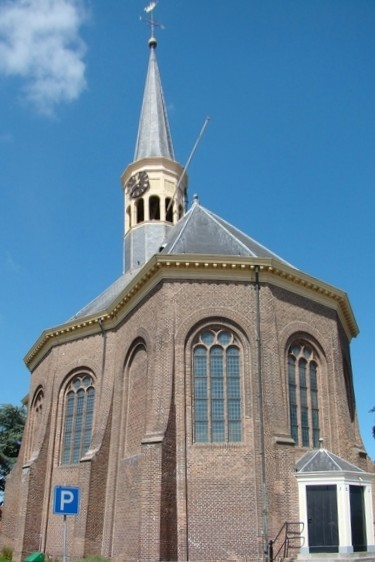
Церква у Ваубрюгге

На території села розташовано 2 національні пам'ятки:
- церква, зведена архітектором Пітером Постом[en] у 1653 році
- особняк «Jacobswoude», зведений архітектором Яном Ребелом[nl] у 1929 році.

Також у Ваубрюгге є 2 пам'ятки місцевого значення.

## Офвеген
Приблизно за 2,3 км на захід від Ваубрюгге розташований хутір Офвеген, який є скупченням фермерських господарств уздовж шляху N446 між Ваубрюгге і Хогмаде. Тут мешкає 50 жителів, площа хутора становить 0,37 км².